# رادیو دی‌آراس
رادیو دی‌آراس (انگلیسی: Radio DRS) شرکت رسانه‌ای سوئیسی است، که در سال ۱۹۳۱ تأسیس شد.